# (558) Carmen
(558) Carmen ist ein Asteroid des Hauptgürtels, der am 9. Februar 1905 vom deutschen Astronomen Max Wolf in Heidelberg entdeckt wurde. 
Benannt wurde der Asteroid nach der Titelfigur der Oper Carmen von Georges Bizet.